# HMS Monarch (1868)
HMS Monarch («Монарх») — броненосец ВМС Великобритании единичной постройки, вошедший в строй в 1869 году. Проект корабля разрабатывался в условиях острой дискуссии среди военно-морских специалистов относительно способов размещения тяжёлой артиллерии на броненосных кораблях и целесообразности сохранения на них рангоута, поэтому конструкция включала ряд противоречащих друг другу решений. Будучи вооружён артиллерией главного калибра в башнях, «Монарх» нёс полную парусную оснастку. В первый период службы являлся одним из наиболее мощных броненосцев английского флота. Участвовал в Англо-египетской войне 1882 года (обстрел береговых фортов Александрии).

## Предыстория
В середине 1860-х годов среди британских военно-морских специалистов остро дискуссионным был вопрос, имевший принципиальное значение для дальнейшего развития кораблестроения: каким образом сочетать парусную оснастку (которая сохранялась в то время на большинстве океанских броненосных кораблей) с наличием на кораблях крупнокалиберных нарезных орудий. С одной стороны, проблема решалась при постройке броненосцев с батарейным размещением орудий, то есть как на деревянных линейных кораблях, но такая схема крайне ограничивала углы обстрела. С другой — преимущества башен с их широким углом обстрела были очевидны, но наличие рангоута сильно снижало это достоинство. Идею же полного отказа от парусов многие авторитетные специалисты считали необоснованной: парусная оснастка рассматривалась как существенный элемент корабля, поскольку паровые машины тех лет не отличались надёжностью, требовали большого расхода угля и ограничивали дальность плавания. К примеру, известный конструктор К. Кольз, являясь апологетом башенной артиллерии (и одним из ведущих проектировщиков орудийных башен), считал наличие рангоута на броненосцах абсолютно необходимым. Иной точки зрения придерживался Э. Рид, назначенный в 1863 году главным конструктором английского флота, который хотя и был также сторонником башенной артиллерии, считал одновременное наличие мачт и башен нецелесообразным и анахроничным. Между Ридом и Кользом существовали разногласия и относительно места размещения башен на корабле — первый был сторонником их установки в оконечностях, второй считал более рациональной их установку ближе к центру. В 1866 году были заложены два броненосца близкого друг к другу проекта с башенной артиллерией, схема которых носила отпечаток упомянутой дискуссии и в той или иной степени учитывала обе точки зрения. Первым был «Монарх», в большей степени реализовывавший концепцию Рида (особенно в том, что касалось увеличенной высоты борта), вторым — «Кэптен», спроектированный по замыслу Кольза.

## Постройка и оснащение

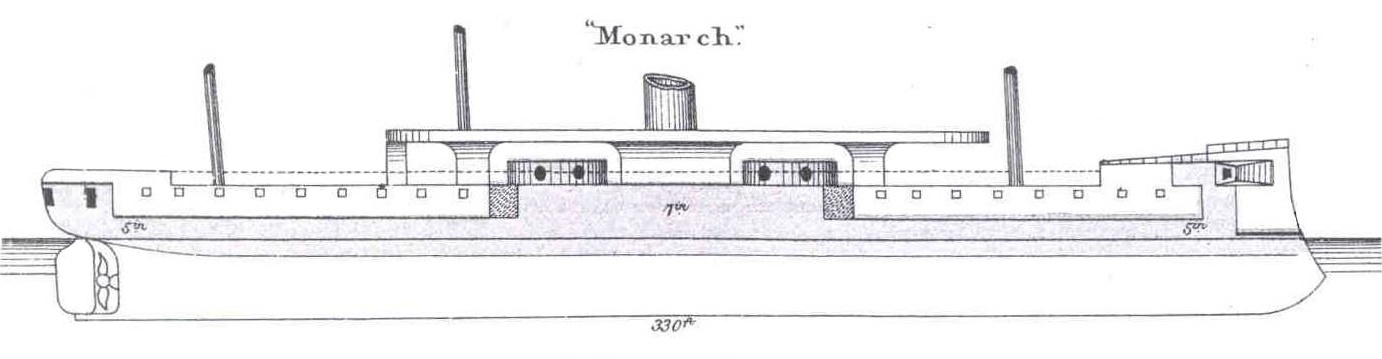
Схема бронирования «Монарха»

«Монарх» был заложен 1 июня 1866 года на верфи в Чатеме. В целом его проект стал развитием проекта броненосца «Беллерофон» с несколько более оптимальными обводами корпуса, а также распределением нагрузки, что способствовало его более остойчивому поведению в море; новый корабль имел также заострённый таран вместо округлого. Отношение длины корпуса к ширине составляло 5,7:1, что было для британских броненосцев беспрецедентно большим значением. Высота надводного борта в средней части корпуса равнялась 4,27 м, башенные орудия находились в 5,2 м над водой. Это отвечало воззрениям Э. Рида, выступавшего за увеличенную высоту борта. Над башнями была монтирована лёгкая навесная палуба, позволявшая экипажу без помех работать с такелажем.
На броненосце были установлены две башни, размещённые в средней части корабля в диаметральной плоскости, которые могли стрелять только в секторах по бортам, но были лишены возможности ведения огня по носу и по корме. В каждой башне были установлены по два недавно принятых на вооружение 12-дюймовых (305 мм) орудия, значившихся на Королевском флоте как 25-тонные. Как и все тяжёлые орудия английского флота тех лет, они заряжались с дула; стреляли они снарядом весом 500 фунтов (227 кг) на дистанцию до 6 тыс. м. (хотя предполагаемые в теории дистанции боя были гораздо меньше) со скоростью один выстрел в две минуты. Чтобы компенсировать отсутствие возможности башен вести продольный огонь, на «Монархе» установили три 178-мм орудия — два в носу и одно в корме. В целом, артиллерийское вооружение корабля рассматривалось как очень мощное, хотя в ходе эксплуатации выявились многие недостатки орудийных установок. Так, в башнях из-за плохой вентиляции во время стрельбы скапливалось много пороховых газов. При тревоге уходило много времени на откидывание фальшбортов, на уборку шлюпбалок и некоторых пиллерсов, мешавших стрельбе.
Корабль получил полный броневой пояс по ватерлинии толщиной 114—178 мм. В середине корпуса находилась броневая цитадель с бортовой броней в 178 мм и траверзами в 102—114 мм, имевшими скосы к бортам. Эта броня охватывала основания башен и часть погребов боезапаса. Носовые и кормовое 178-мм орудия прикрывались 127-мм полукруглой переборкой. Уже на момент постройки носовое поперечное бронирование считалось слабым.

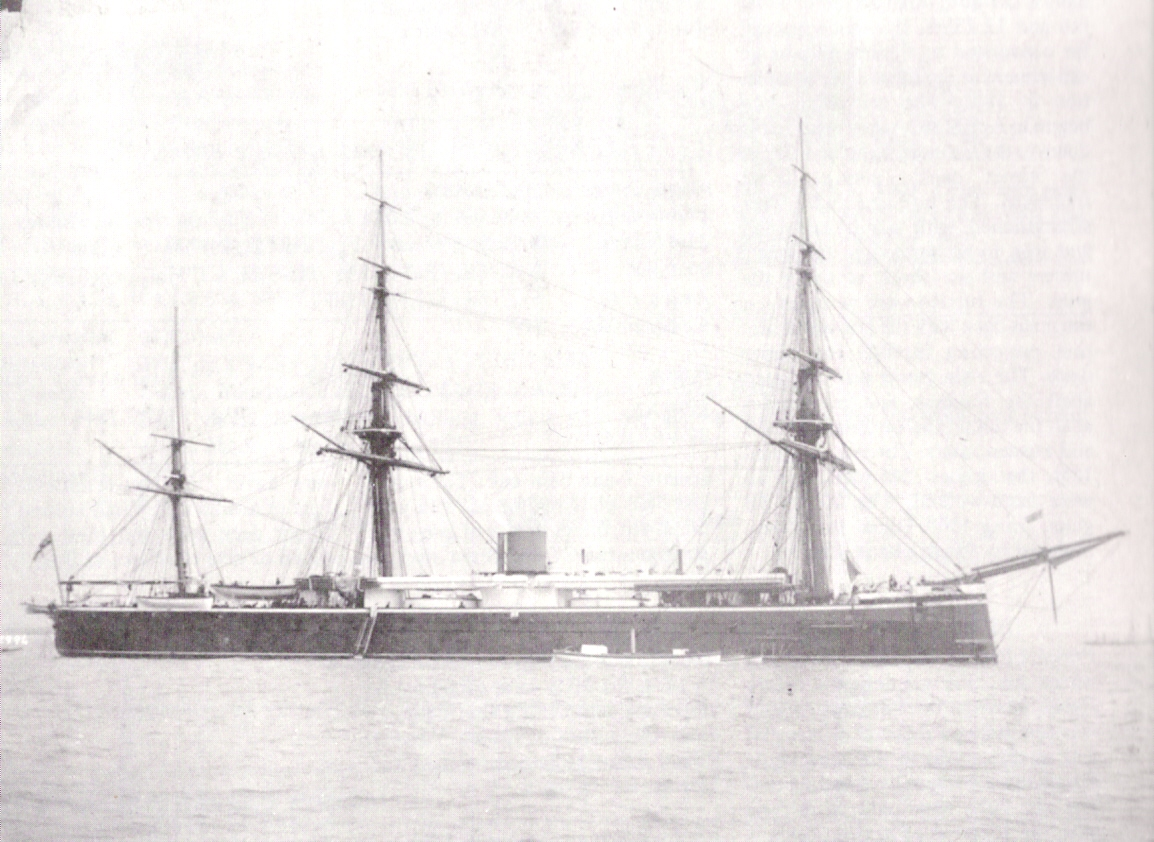
«Монарх» около 1872 года. Бизань-мачта имеет новую парусную оснастку.

На «Монархе» была монтирована самая мощная для Королевского флота того времени паровая машина фирмы «Хамфриз энд Теннант»; гребной винт был один. На испытаниях броненосец развил мощность в 7840 л. с., дав ход в 14,9 узлов. На этом корабле впервые в британской практике была применена искусственная тяга, повышавшая мощность машины, хотя и приводившая к увеличенному расходу угля. Три мачты броненосца несли парусную оснастку баркентины. Высказывались нарекания по поводу плохой управляемости «Монарха» под парусами в обычных условиях, но при плохой погоде и большом волнении корабль проявлял отличные мореходные качества, давая ход до 13 узлов.

## Служба
Броненосец был спущен на воду 25 мая 1868 года. Формально он был зачислен в строй 12 июня 1869 года. Корабль был введён в состав Ла-Маншской эскадры, где находился до 1872 года. В начале 1870 года корабль совершил визит в США, посетив Портленд. Целью визита была перевозка в США тела Дж. Пибоди, крупного американского бизнесмена, умершего в Лондоне, но этот повод был использован британцами для демонстрации своего военно-морского потенциала — для визита был выделен один из самых новых и мощных кораблей Королевского флота, каким на тот момент и являлся «Монарх».
Затем броненосец находился на переоснащении. Изменениям подвергся, в частности, рангоут: бизань-мачту перевооружили по типу барка, реи заменили на деревянные. Неподвижный металлический бушприт был заменён на убирающийся деревянный, который укладывался на полубак. Два 178-мм орудия были заменены на более мощные 229-мм. Корабль вернулся в строй в 1874 году, а в 1876-м был направлен на Средиземное море. В 1878 году он был довооружён двумя однотрубными торпедными аппаратами.
«Монарху» довелось принять участие в боевых действиях: он находился в составе британской эскадры под командованием адмирала Ф. Бошамп-Сеймура, которая 11-13 июля 1882 года провела бой с береговыми батареями Александрии (этим сражением началась Англо-египетская война). «Монарх» открыл огонь, находясь примерно в 1300 ярдов (~1180 м) от фортов и затем несколько раз маневрировал и переносил огонь. В течение боя корабль выпустил 125 снарядов главного калибра, 54 — 229-мм и 27 — 178-мм, причём его огнём был взорван погреб боезапаса на одной из египетских батарей. Причинённые броненосцу ответным огнём повреждения были пренебрежимо малы.

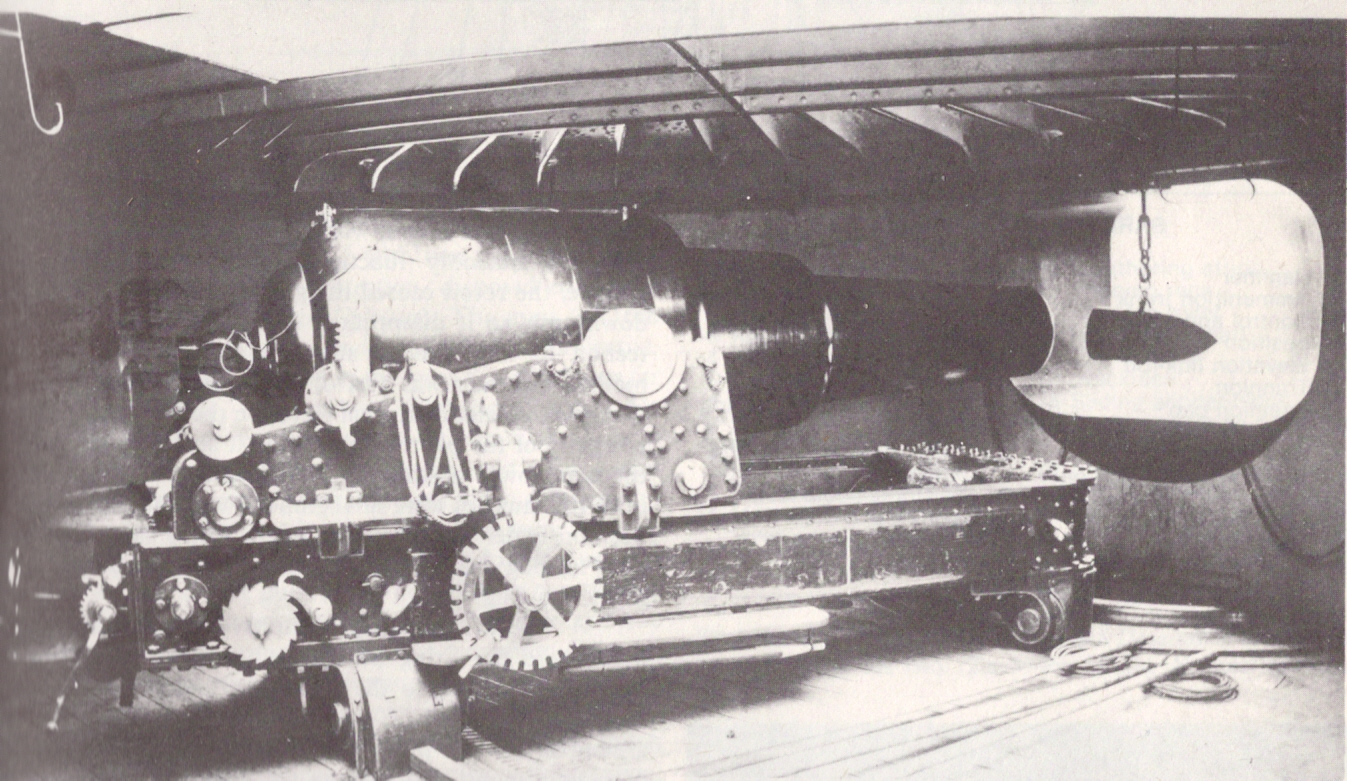
305-мм 25-тонное дульнозарядное нарезное орудие в каземате броненосца «Хотспур». Четыре орудия этой системы были установлены на «Монархе». Хорошо видна подача снаряда к дулу орудия.

В 1885 году, во время очередного обострения отношений Великобритании с Россией, «Монарх» был направлен на Мальту, где на нём поднял флаг командующий Средиземноморским флотом Дж. Хэй, но из-за аварии в машине броненосец потерял ход и его вынесло в море. Несколько дней о его местонахождении ничего не было известно. Когда «Монарх» был найден, его отбуксировали обратно на Мальту, а после ремонта он был отправлен в воды метрополии. После ремонта корабль вновь вошёл в состав Ла-Маншской эскадры; в 1890 году поставлен на ремонт. До 1897 года корабль бо́льшую часть времени находился на ремонте и модернизации. С 1900 по 1902 годы «Монарх» являлся брандвахтенным кораблём в порту Саймонстаун в Южной Африке. В июле 1902 года он в составе эскадры посетил Занзибар по случаю коронации очередного тамошнего султана. В 1904 году броненосец был переоборудован в плавучий склад и переименован в «Сайму́м» (HMS Simoom, англ. самум), а уже в 1905-м — списан на утилизацию.